# トリンコマリー
トリンコマリー（タミル語: திருகோணமலை、シンハラ語: තිරිකුණාමළය、英語: Trincomalee）は、スリランカ北東部の港湾都市。東部州の州都でかつトリンコマリー県の県都であり、スリランカにおけるタミル語文化の中心地の1つである。タミル語では「ティルコーナマライ」と発音し、「聖なる神の山」という意味を持つ。

## 歴史
天然の良港であることから、古くから軍事的な戦略拠点として歴代の王がこの地を占領しようとした。
1624年ごろ、ポルトガル人がこの地に要塞を作った。その際、港の東に突き出た岬の上に立つシヴァ派の寺院、コーネースワラム寺院を破壊してその資材を利用した。
この要塞はその後オランダに占領され、オランダ植民地となった。1672年ごろにはフランス・キャンディ王国連合軍がこの地を攻撃、しかしオランダ軍の反撃によって占領は失敗した。1782年に一度イギリス軍が占領するが、フランスとの抗争により一時撤退（トリンコマリー占領 (1782年)）、1795年に再度イギリスに占領され、その後はイギリスの植民地となった。（トリンコマリー占領 (1795年)）
イギリスの植民地であったため、第二次世界大戦中にはイギリス海軍東洋艦隊の基地として使用された。そのため日本軍の攻撃目標となり、1942年のセイロン沖海戦では空襲が行われ、民間人にも死傷者が発生した。

## 地理
トリンコマリーはスリランカ東海岸北部のトリンコマリー県の南北中央付近、スリランカ中央高地のキャンディからおよそ180km北東、北部のジャフナから180km南東に位置する。トリンコマリーは半島部に所在し、湾を内湾と外湾に分ける。
トリンコマリー湾は陸に囲まれており、インド洋の他の湾と比べてその大きさと安全さで有名である。海岸ではサーフィン、スクーバダイビング、釣りやホエールウォッチングなどが楽しめる。トリンコマリーにはスリランカで最大のオランダ要塞が存在する。また、スリランカ海軍基地および空軍基地が存在しており、内戦中はLTTE攻撃のための重要拠点として使用された。

### 港湾

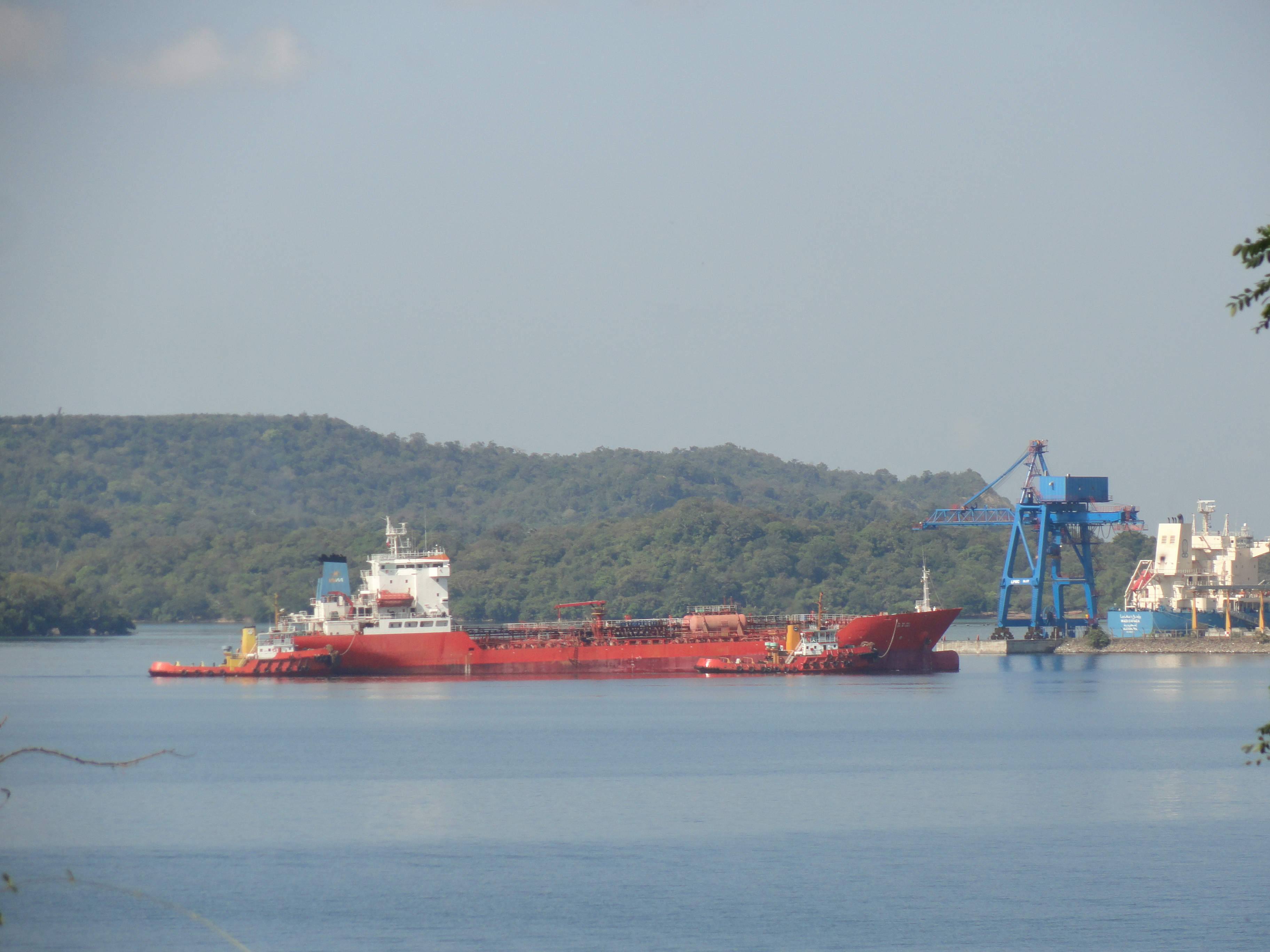
トリンコマリー港

トリンコマリー港の戦略的な重要性は、近世の歴史において明らかである。ポルトガル、オランダ、フランス、そしてイギリスといったヨーロッパ列強各国がこの港の支配権を巡って争い、近海ではたびたび戦いが繰り広げられた。イギリスP&O社客船のアジア航路では重要な寄港地であった。第二次世界大戦中は、セイロン沖海戦の一環として日本海軍の艦載機によるトリンコマリー空襲も行われている。
トリンコマリー港は世界でも5番目に大きい天然港であり、その湾口は二つの岬により守られている。トリンコマリーは開発が進んでいない人口もまばらな地域に位置しており、それが過去開発の妨げとなってきた。しかし、2013年現在では商用港としての開発計画が進められている。
泊地面積は1,630ヘクタール、陸地面積は5,261ヘクタールであり、係留施設は3バース存在する。

### 自然

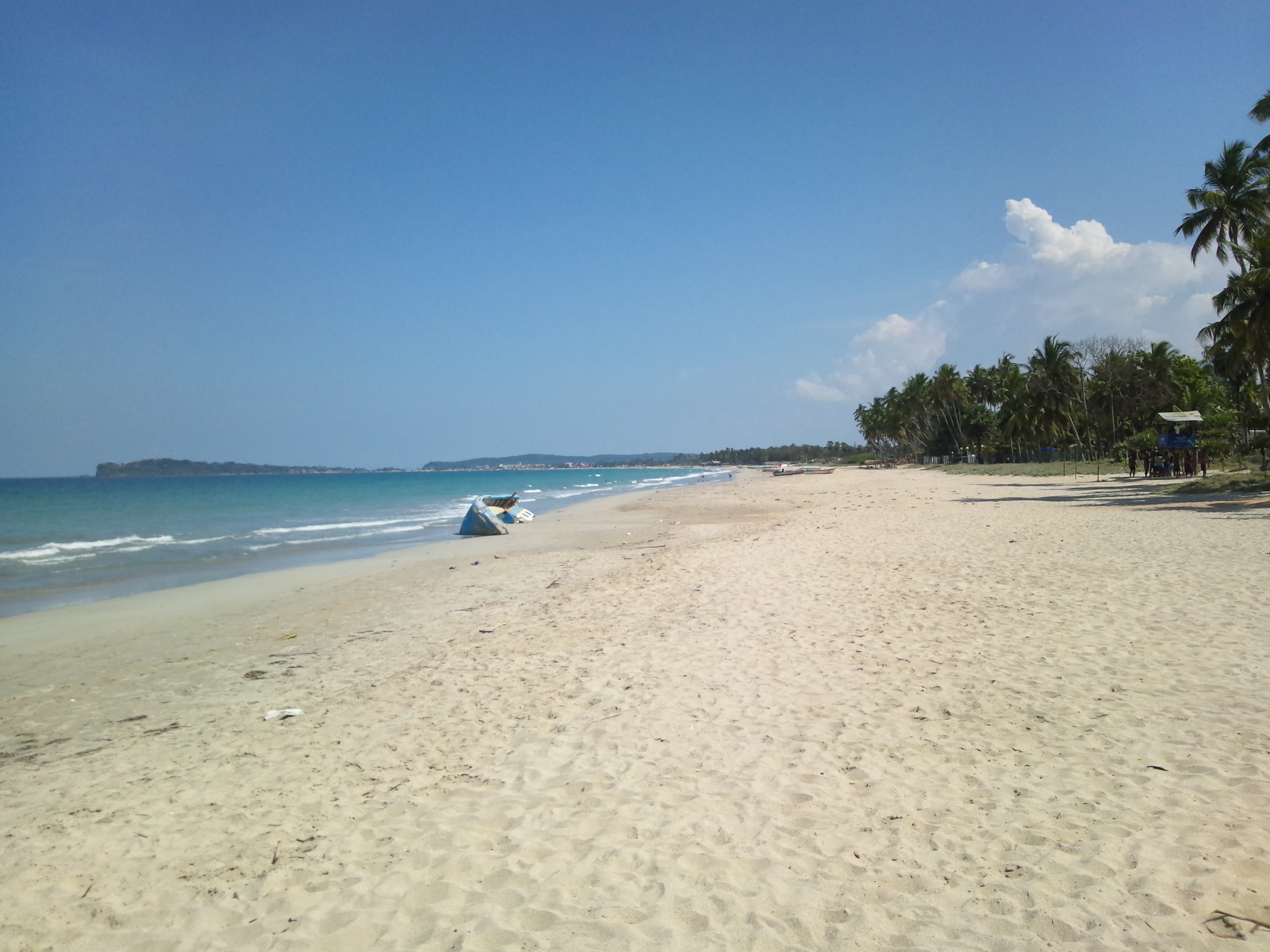
ウプヴェリ地区のビーチ

トリンコマリーにはスリランカの中でも特に美しいビーチが存在しており、かつ未だ開発が進んでいないため他の地域と比べきれいな状態が保たれている。砂浜は遠浅で、100 m先まで歩いていくことが出来るほどである。また近海ではホエールウォッチングも行われている。
トリンコマリー郊外の北約15 kmの海岸沖合には、国立海洋公園であるピジョン島国立公園が存在しており、豊かなサンゴ礁が残されている。

### 気候
トリンコマリーはケッペンの気候区分で熱帯夏季少雨気候（熱帯冬雨気候）に属し、2月から9月頃にかけてが乾季となる。年間の平均降水量は約1,570 mmである。12月から1月にかけての平均気温は約26℃でこの時期が年間で最も涼しい季節となり、逆に4月から9月は約30℃と最も暑い季節となる。これまでに記録された過去最低気温は18.2℃、最高気温は39.8℃である。
| トリンコマリーの気候   | トリンコマリーの気候 | トリンコマリーの気候 | トリンコマリーの気候 | トリンコマリーの気候 | トリンコマリーの気候 | トリンコマリーの気候 | トリンコマリーの気候 | トリンコマリーの気候 | トリンコマリーの気候 | トリンコマリーの気候 | トリンコマリーの気候 | トリンコマリーの気候 | トリンコマリーの気候 |
| 月                     | 1月                  | 2月                  | 3月                  | 4月                  | 5月                  | 6月                  | 7月                  | 8月                  | 9月                  | 10月                 | 11月                 | 12月                 | 年                   |
| ---------------------- | -------------------- | -------------------- | -------------------- | -------------------- | -------------------- | -------------------- | -------------------- | -------------------- | -------------------- | -------------------- | -------------------- | -------------------- | -------------------- |
| 最高気温記録 °C （°F） | 30.6 (87.1)          | 34.0 (93.2)          | 35.6 (96.1)          | 38.6 (101.5)         | 38.8 (101.8)         | 38.3 (100.9)         | 38.9 (102)           | 39.4 (102.9)         | 39.5 (103.1)         | 37.4 (99.3)          | 33.3 (91.9)          | 31.6 (88.9)          | 39.5 (103.1)         |
| 平均最高気温 °C （°F） | 27.9 (82.2)          | 29.2 (84.6)          | 30.9 (87.6)          | 33.0 (91.4)          | 34.5 (94.1)          | 34.7 (94.5)          | 34.4 (93.9)          | 34.2 (93.6)          | 33.9 (93)            | 31.8 (89.2)          | 29.3 (84.7)          | 28.1 (82.6)          | 31.83 (89.28)        |
| 日平均気温 °C （°F）   | 26.1 (79)            | 26.9 (80.4)          | 28.0 (82.4)          | 29.4 (84.9)          | 30.5 (86.9)          | 30.6 (87.1)          | 30.1 (86.2)          | 29.9 (85.8)          | 29.6 (85.3)          | 28.2 (82.8)          | 26.7 (80.1)          | 26.1 (79)            | 28.51 (83.33)        |
| 平均最低気温 °C （°F） | 24.3 (75.7)          | 24.5 (76.1)          | 25.1 (77.2)          | 25.8 (78.4)          | 26.4 (79.5)          | 26.4 (79.5)          | 25.8 (78.4)          | 25.5 (77.9)          | 25.2 (77.4)          | 24.6 (76.3)          | 24.2 (75.6)          | 24.2 (75.6)          | 25.17 (77.3)         |
| 最低気温記録 °C （°F） | 19.9 (67.8)          | 20.2 (68.4)          | 20.9 (69.6)          | 21.1 (70)            | 21.7 (71.1)          | 22.7 (72.9)          | 21.2 (70.2)          | 21.5 (70.7)          | 21.2 (70.2)          | 22.0 (71.6)          | 20.8 (69.4)          | 20.1 (68.2)          | 19.9 (67.8)          |
| 降水量 mm （inch）     | 132 (5.2)            | 100 (3.94)           | 54 (2.13)            | 50 (1.97)            | 52 (2.05)            | 26 (1.02)            | 70 (2.76)            | 89 (3.5)             | 104 (4.09)           | 217 (8.54)           | 334 (13.15)          | 341 (13.43)          | 1,569 (61.78)        |
| 出典：NOAA (1961-1990) |                      |                      |                      |                      |                      |                      |                      |                      |                      |                      |                      |                      |                      |

## 交通と通信

### 道路と鉄道
トリンコマリーは内陸部から北東に向かうA6ハイウェイ、A12ハイウェイの東の終着点である。また東海岸を走るA15ハイウェイの北端でもある。
トリンコマリーにはまた鉄道路線も存在している。トリンコマリー駅はコロンボ首都圏から北東に向かう路線の終着駅である。 同駅は都市の北岸のビーチの近くに立地している。

### 空港
市内から南西約7kmの地点に軍民共用の国内線空港であるトリンコマリー空港が存在する。同空港からはコロンボ首都圏への旅客・貨物便が運行されている。

### 放送
トリンコマリーにはドイツの放送局ドイチェ・ヴェレの短波・中波の中継局が存在していた。この中継局が運用を開始したのは1984年であり、2011年7月に閉局した。